# Jacques Louis Willemin
Jacques Louis Willemin est un avocat, magistrat et homme politique suisse, né le 18 octobre 1863 et mort le 8 septembre 1941 à Genève.

## Biographie
Protestant de Genève, fils d’Elisabeth Hoecklin et du major Auguste Willemin, commandant de la gendarmerie genevoise, il épouse Elena Ibáñez de Ibero, fille du général Carlos Ibáñez e Ibáñez de Ibero. Après ses études au collège de Genève, il exerce la profession de régent,.
Il fait des études de droit à Kiel et Genève et ouvre en 1890 à la rue Robert-Céard une étude d’avocat abritant le consulat du Guatemala qui sera reprise par son gendre, Albert Dupont-Willemin. Sa carrière est marquée par des procès retentissants, notamment celui du réfugié politique russe Victor Platinovitch Vassiliev. Après le décès de son épouse en octobre 1932, il plaide également en 1933 devant les Assises fédérales lors du procès de la fusillade du 9 novembre 1932 à Genève. Il est brièvement l’avocat de Léon Nicole au côté de Jacques Dicker, puis celui d’Albert Dupont, son gendre député socialiste, et d’Isaack, employé municipal. Il est également juge suppléant à la Cour de justice,,,,,,,,.
Après les répercussions de la grève générale de 1918 à Genève, il intercède auprès du Conseil fédéral et demande la libération des grévistes arrêtés par la gendarmerie genevoise. Cette intervention au cours des élections au Conseil national de 1918 provoquera une manifestation hostile à son encontre de quelques centaines de manifestants.
Il est élu député au Grand Conseil sous l’étiquette du parti jeune radical de 1907 à 1923. Succédant à Charles Page, il est maire de la commune de Plainpalais de 1910 à 1922. Il est conseiller national de 1911 à 1917 et de 1920 à 1922. Il est également membre d'une institution philanthropique et de bienfaisance genevoise, l'Hospice général,,,,.
Il éberlue le Conseil national en demandant la démission du général Ulrich Wille et en proposant au parlement de refuser de s’associer aux remerciements pour services rendus lorsque cette démission est acceptée à la fin de la Première Guerre mondiale. En effet, le général Ulrich Wille avait fait toute son instruction militaire en Allemagne, il était allié à la famille Bismarck et son petit-fils était le filleul de Guillaume II,.
En 1938, lorsque la question se pose à nouveau de désigner un chef d’État-major, le mode de désignation du commandant en chef de l’Armée suisse fait débat. En effet, il est envisagé de confier cette tâche au Conseil fédéral plutôt qu’à l’Assemblée fédérale. Le fils du général Wille, Ulrich Wille est alors un militaire de carrière de haut rang qui entretient des relations avec des chefs nazis. Jacques Louis Willemin écrit à la presse que le conseiller fédéral Arthur Hoffmann, qui était à la tête du Département politique à la veille de la première guerre, aurait confié au groupe radical à propos de la désignation d’Ulrich Wille en 1914 :
« Messieurs,
Puisque vous persistez dans votre opposition, je vais vous dire quelque chose de très grave. Lorsque Sa Majesté l’empereur Guillaume est venu en Suisse, il y a deux ans, il ne s’est engagé à respecter la neutralité de la Suisse et l’inviolabilité de son territoire en cas d’une guerre avec la France qu’à la condition que la Suisse s’engageât à désigner comme général un officier qui, comme le général Ulrich Wille, jouit de la confiance du grand état-major allemand.
Maintenant, vous savez les conséquences que pourrait avoir un refus d’élire le colonel Ulrich Wille comme général. »
Jacques Louis Willemin estime qu'il est de son devoir de rappeler alors des faits douloureux pour l'amour propre national qui sont de nature à faire réfléchir très sérieusement ceux qui seraient tenté d'accueillir favorablement le nouveau projet du gouvernement fédéral de modifier la Constitution pour enlever aux Chambres fédérales le droit qu'elles possèdent de nommer le général et de donner cette prérogative au Conseil fédéral. Les révélations de Jacques Louis Willemin sont discréditées, mais ne sont pas démenties officiellement par la diplomatie suisse. L'attitude de Jacques Louis Willemin trouve un écho favorable dans la Gazette de Lausanne. En effet, c’est un Vaudois, Henri Guisan, qui est élu général de l’Armée suisse le 30 août 1939 par l’Assemblée fédérale,,,,,.
Jacques Louis Willemin est inhumé au cimetière de Plainpalais.